# Nicolas Chartier
Nicolas Chartier é um produtor cinematográfico francês. Como reconhecimento, venceu, no Oscar 2010, a categoria de Melhor Filme por The Hurt Locker, mas não pôde atender a cerimônia devido à promoção inapropriada da obra.